# 高井村 (茨城県)
高井村（たかいむら）は、茨城県北相馬郡にかつて存在した村である。現在の茨城県取手市の西部、茨城県守谷市の東部に位置している。

## 沿革
- 1889年（明治22年）4月1日 - 町村制施行に伴い、下高井村、上高井村、貝塚村、市之代村、同地村が合併し北相馬郡高井村が発足。
- 1955年（昭和30年）2月15日 - 分割合併により消滅。
  - 下高井、上高井、貝塚、市之代は取手町、稲戸井村、小文間村、寺原村とともに合併し取手町が発足。
  - 残部は守谷町に編入。